# Liste der Kulturdenkmäler in Pronsfeld
In der Liste der Kulturdenkmäler in Pronsfeld sind alle Kulturdenkmäler der rheinland-pfälzischen Ortsgemeinde Pronsfeld aufgeführt. Grundlage ist die Denkmalliste des Landes Rheinland-Pfalz (Stand: 27. Juni 2022).

## Einzeldenkmäler
| Bezeichnung                                    | Lage                                        | Baujahr                    | Beschreibung | Bild                                    |
| ---------------------------------------------- | ------------------------------------------- | -------------------------- | --- | --------------------------------------- |
| Wegekreuz                                      | Habscheider Straße, gegenüber Nr. 15 Lage   | 1738                       | spätbarockes Schaftkreuz, sogenannter Sefferner Typ, bezeichnet 1738 | Fotos hochladen                         |
| Katholische Pfarrkirche St. Remigius           | Hauptstraße 2 Lage                          | 1889                       | Saalbau 1889, Erweiterung bezeichnet 1921, Reformarchitektur, Architekt Eduard Endler, Köln; mit Ausstattung; neben dem freistehenden Turm von 1962 drei aufwändige gusseiserne Grabkreuze, zweite Hälfte des 19. Jahrhunderts  | weitere Bilder Fotos hochladen          |
| Wegekreuz                                      | Hauptstraße, bei Nr. 8 Lage                 | 1812                       | Torso eines nachbarocken Schaftkreuzes, bezeichnet 1812 | Fotos hochladen                         |
| Wegekreuz                                      | Hauptstraße, bei Nr. 29 Lage                | 1817                       | großes Sockelkreuz, Schiefer, bezeichnet 1817 | BW                                      |
| Ältgeskreuz                                    | Hauptstraße, an Nr. 49 Lage                 | 1603                       | Nischen-/Säulenkreuz, angeblich von 1603 | Fotos hochladen                         |
| Ehemalige katholische Pfarrkirche St. Remigius | St.-Remigius-Straße, auf dem Friedhof Lage  | 1498                       | heute Friedhofskapelle, spätgotischer Chor, 1498, an angeblich frühgotischer Turmostwand; Pfarrergrabplatte, um 1604; auf dem Kirchhof Grabkreuze, Sandstein und Schiefer, um 1774 bis 1839                                     | weitere Bilder Fotos hochladen          |
| Wegekreuz                                      | St.-Remigius-Straße Lage                    | 1763                       | spätbarockes Schaftkreuz, sogenannter Sefferner Typ, bezeichnet 1763 | Fotos hochladen                         |
| Quereinhaus                                    | St.-Remigius-Straße 11 Lage                 | 1749                       | langgestrecktes Quereinhaus; Flurküchenhaus mit Backhaus und Altenteil, bezeichnet 1749 und 1806, weiterer Umbau um 1910/20, Wirtschaftsteil bezeichnet 1748; Schaftkreuz, wohl vom sogenannten Seffernern Typ, bezeichnet 1759 | Fotos hochladen                         |
| Wegekreuz                                      | St.-Remigius-Straße, bei Nr. 15 Lage        | 1781                       | kleines Balkenkreuz, bezeichnet 1781 | Fotos hochladen                         |
| Wohnhaus                                       | St.-Remigius-Straße 17 Lage                 | 1775                       | zweiachsiges Wohnhaus, bezeichnet 1775 | BW                                      |
| Wegekreuz                                      | nördlich des Ortes an der Straße B 410 Lage | nach 1869                  | Balkenkreuz, Schiefer, nach 1869 | Fotos hochladen                         |
| Bildstock                                      | östlich des Ortes an der Straße K 120 Lage  | Mitte des 18. Jahrhunderts | Kreuzigungsbildstock; wohl aus der Mitte des 18. Jahrhunderts | BW                                      |
| Wegekreuz                                      | südlich des Ortes an der B 410              | 1856                       | stelenartiges Sockelkreuz, bezeichnet 1856 | Direkt Bild zu diesem Denkmal hochladen |